# Арман Жан ди Плеси де Ришеље
Арман Жан ди Плеси де Ришеље (фр. Armand Jean du Plessis de Richelieu; Париз, 9. септембар 1585 — Париз, 4. децембар 1642) је био француски државник, кардинал, који је као министар краља Луја XIII вршио стварну власт у Француској и подигао моћ француске круне. Био је познат по надимку Црвена еминенција. Оснивач је Француске академије 1635. године.
Ришеље је такође познат по томе што је проналазач стоног ножа. Изнервиран лошим манирима које су често испољавани за трпезаријским столом корисници оштрих ножева, који би их користили за чачкање зуба, Ришеље је 1637. наредио да се сечива свих ножева на његовом трпезаријском столу отупе и њихови врхови заобле. Дизајн је брзо постао популаран широм Француске, а касније се проширио и на друге земље.

## Биографија
Рођен је септембра 1585. године у Паризу. У својој деветој години, Ришеље је послат на Колеџ Наваре у Паризу да студира филозофију. Након тога, почео је са обуком за војну каријеру. Његов приватни живот био типичан за младог официра тог доба: 1605. године, када је имао двадесет година, Теодор де Мајерн га је лечио од упале плућа. Као свештеник учествује 1614. године у раду Државних сталежа, последњих одржаних сталежа пре избијања Француске револуције 1789. године. Године 1617. се краљ Луј прогласио пунолетним. Показао се неспособним владаром. Његов најближи сарадник, војвода Лин, ослободио се Кончинија, а Марија Медичи 1617. године одлази у манастир. Са њом одлази и један од Кончинијевих штићеника, Арман Жан де Плеси, будући кардинал Ришеље. Он одржава везу са краљем и успева да га 1619. године помири са мајком. Лин умире 1621. године и отвара Ришељеу пут ка власти.
У наредним годинама хугеноти дижу побуну јер јачање језуита и католика доводи до слабљења њиховог положаја. Луј покушава да наметне хришћанство неким територијама на југу Француске што доводи до отпора. Уговором у Монпелијеу, хугеноти губе неке тврђаве и право на одржавање скупштина. Мир се враћа 1624. године. Ришеље исте године улази у дворски савет. По доласку на власт, Ришеље гуши побуне племства, шаље Марију Медичи и Гастона Орлеанског (Лујевог брата) у прогонство, затвара и осуђује више принчева, ограничава снагу хугенота. Он 1626. године тражи стварање Велике Француске. Свестан је тешких прилика у земљи. Не успева да ублажи последице Тридесетогодишњег рата по Француску (расходи се удвостручују). Држави прети распадање, а хугеноти говоре о републици. Племство прети да од Француске направи земљу сличну Царству. Ришеље најпре избегава сукобе, али га хугенотска побуна присиљава на реакцију (1627). Хугеноти су држали велике делове западне Француске, контролисали су многе луке и одржавали везе са Енглеском. Центар им је био у Ларошелу кога Ришеље опседа 1628. године. Хугеноти се предају, а Ришеље следеће године доноси Алески едикт милости којима хугеноти губе луке, градове и политичке привилегије. Задржали су верске повластице и постали део заједнице.
Наредне три године (1629—1632) обележила је опасна завера Марије Медичи и Гастона Орлеанског против Ришељеа. Завера није успела. У истом периоду честе су побуне против власти широм Француске.
У спољној политици, Ришеље се укључује у Тридесетогодишњи рат подржавајући протестантску Шведску против Аустрије (1630). После погибије Густава Адолфа он подстиче стварање нове коалиције против цара. Луј објављује рат Шпанији 1635. године. Рат се води на три фронта: у Италији, Рајнској области и Низоземској, против Шпаније и Царства. Највећи непријатељ је Шпанија. Шпанске трупе продиру у Пикардију (1636) и угрожавају сам Париз. Претња је ујединила племство и француска аристократија наноси поразе Шпанцима. Угрожава и Низоземску. Шпанска флота поражена је од низоземске код Довера (1639), а копнена војска од Француза код Рокроа (1643). Ришеље није доживео овај последњи тријумф јер је умро крајем 1642. године. Наследио га је Жил Мазарен.

## Успон на власт
Године 1614, свештенство из Поатоа затражило је од Ришељеа да буде један од њихових представника у Скупштини сталежа. Тамо је био енергични заговорник цркве, тврдећи да она треба да буде ослобођена пореза и да бискупи треба да имају већу политичку моћ. Он је био најистакнутији свештеник који је подржао усвајање декрета Тридентског сабора широм Француске; трећи сталеж (прости људи) је био његов главни противник у овом настојању. На крају сабора, први сталеж (свештенство) га је изабрало да да говор са набрајањем својих молби и одлука. Убрзо након распуштања Скупштине сталежа, Ришеље је ступио у службу супруге краља Луја XIII, Ане од Аустрије, као њен алмонер.
Ришеље је политички напредовао верно служећи миљенику краљице-мајке, Кончину Кончинију, најмоћнијем министру у краљевству. Године 1616, Ришеље је постао државни секретар и добио је одговорност за спољне послове. Попут Кончинија, бискуп је био један од најближих саветника мајке Луја XIII, Марије Медичи. Краљица је постала регент Француске када се деветогодишњи Луј успео на престо; иако је њен син постао пунолетан 1614. године, она је остала ефективна владарка царства. Међутим, њена политика, као и Кончинијева, показала се непопуларном код многих у Француској. Као резултат тога, Марија и Кончини су постали мете интрига на двору; њихов најмоћнији непријатељ био је Шарл де Луин. У априлу 1617. године, у завери коју је организовао Луин, Луј XIII је наредио да Кончини буде ухапшен и усмрћен ако пружи отпор; Кончини је сходно томе убијен, а Марија Медичи је свргнута. Пошто је његов покровитељ умро, Ришеље је такође изгубио власт; разрешен је дужности државног секретара, и уклоњен је са двора. Године 1618, краљ, још увек сумњичав према бискупу Лусону, протерао га је у Авињон. Тамо је Ришеље проводио већину свог времена у писању; саставио је катекизам под насловом L'Instruction du chrétien.
Године 1619, Марија Медичи је побегла из заточеништва у замку Блоа, поставши титуларни вођа аристократске побуне. Краљ и војвода де Луин опозвали су Ришељеа, верујући да ће моћи да уразуми краљицу. Ришеље је био успешан у овом подухвату, посредујући између ње и њеног сина. Сложени преговори су уродили плодом када је ратификован Ангулемски уговор; Марија Медичи је добила потпуну слободу, али ће остати у миру са краљем. Краљица-мајка је такође враћена у краљевско веће.
Након смрти краљевог миљеника, војводе де Луина, 1621. године, Ришеље је брзо дошао на власт. Годину касније, краљ је номиновао Ришељеа за кардинала, што је папа Гргур XV сходно томе озваничио у септембру 1622. године.. Кризе у Француској, укључујући побуну Хугенота, учиниле су Ришељеа скоро незаменљивим саветником краља. Након што је 29. априла 1624. именован у краљевско веће министара, спроводио је интриге против главног министра, Шарла, војводе де ла Виевила. Дана 12. августа исте године, ла Виевил је ухапшен под оптужбом за корупцију, а кардинал Ришеље је следећег дана преузео његово место као краљев главни министар, иако је кардинал де ла Рошефуко номинално остао председник савета (Ришеље је званично именован за председника новембра 1629).